# Vuilnisbak

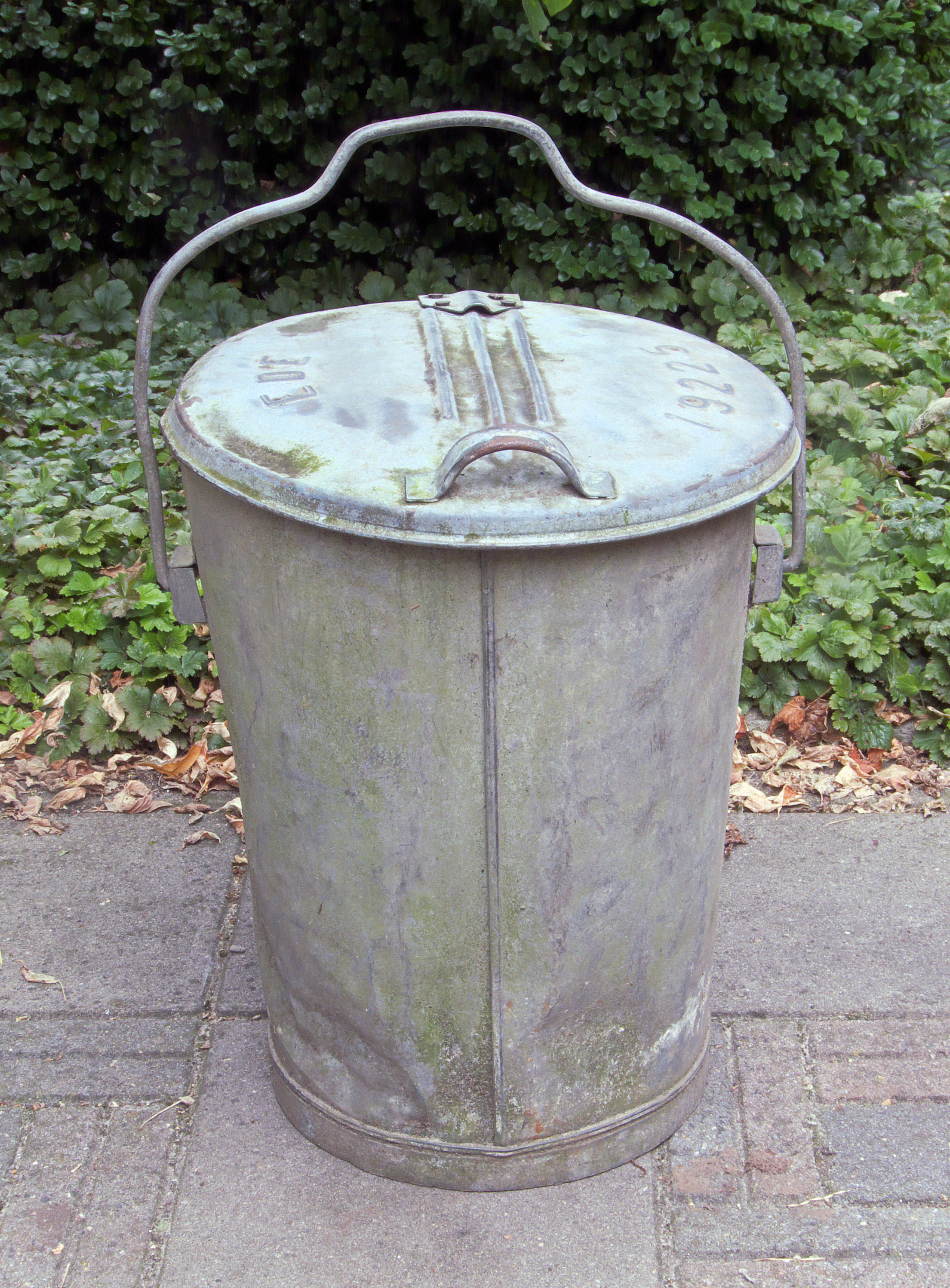
Gegalvaniseerd stalen vuilnisemmer

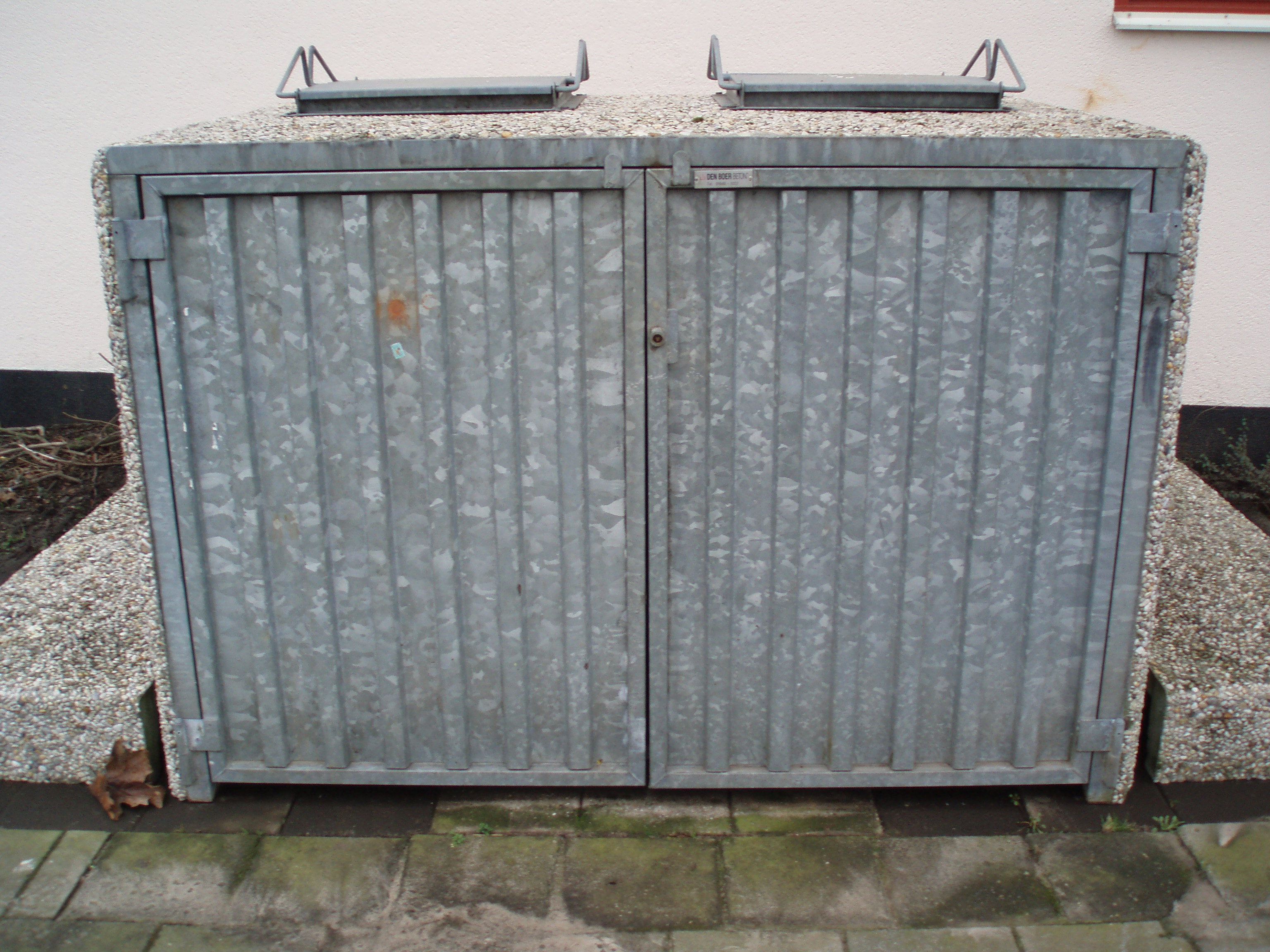
Vuilcontainer behorend bij flatgebouw

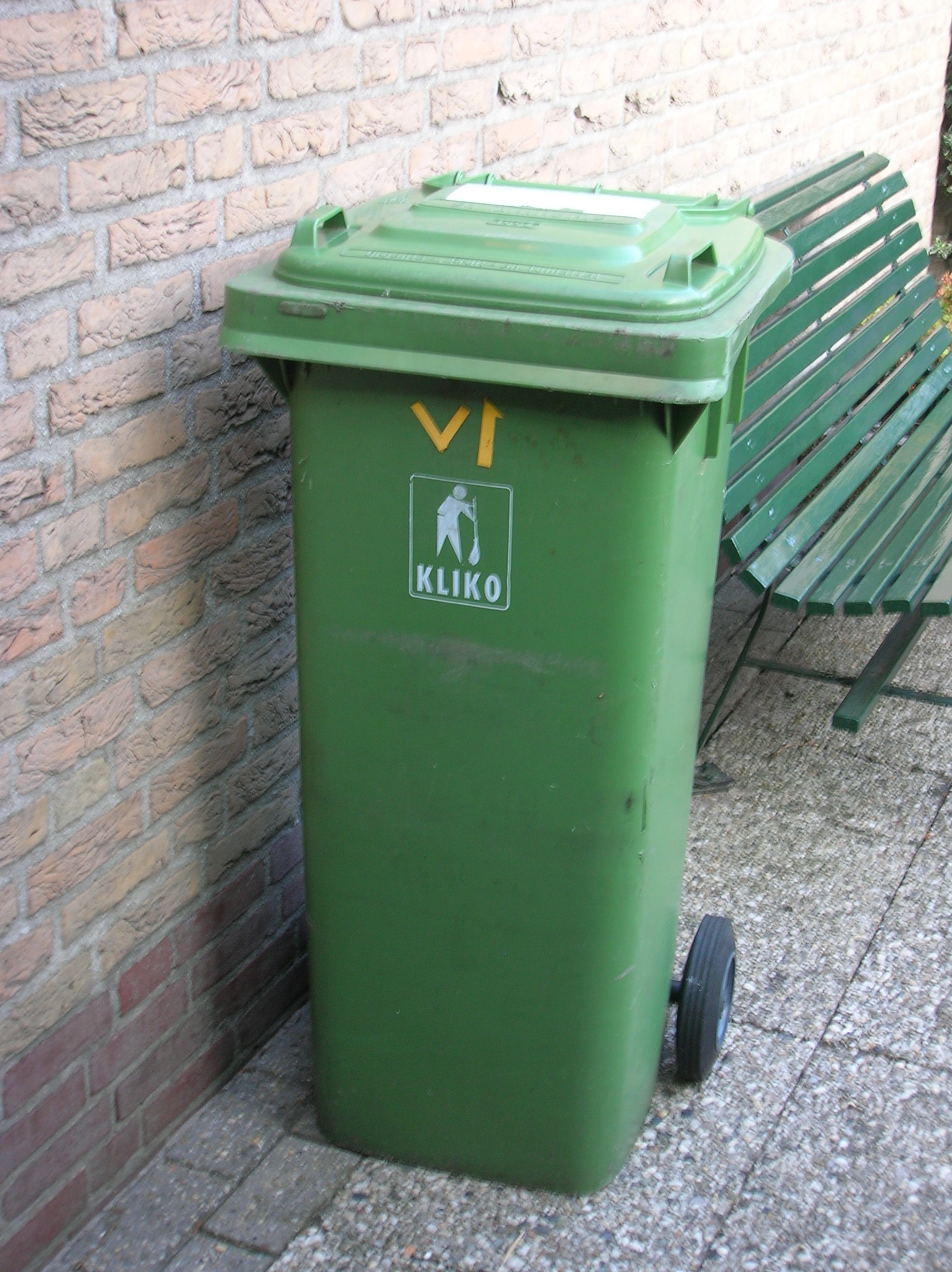
Een groene minicontainer voor gft-afval

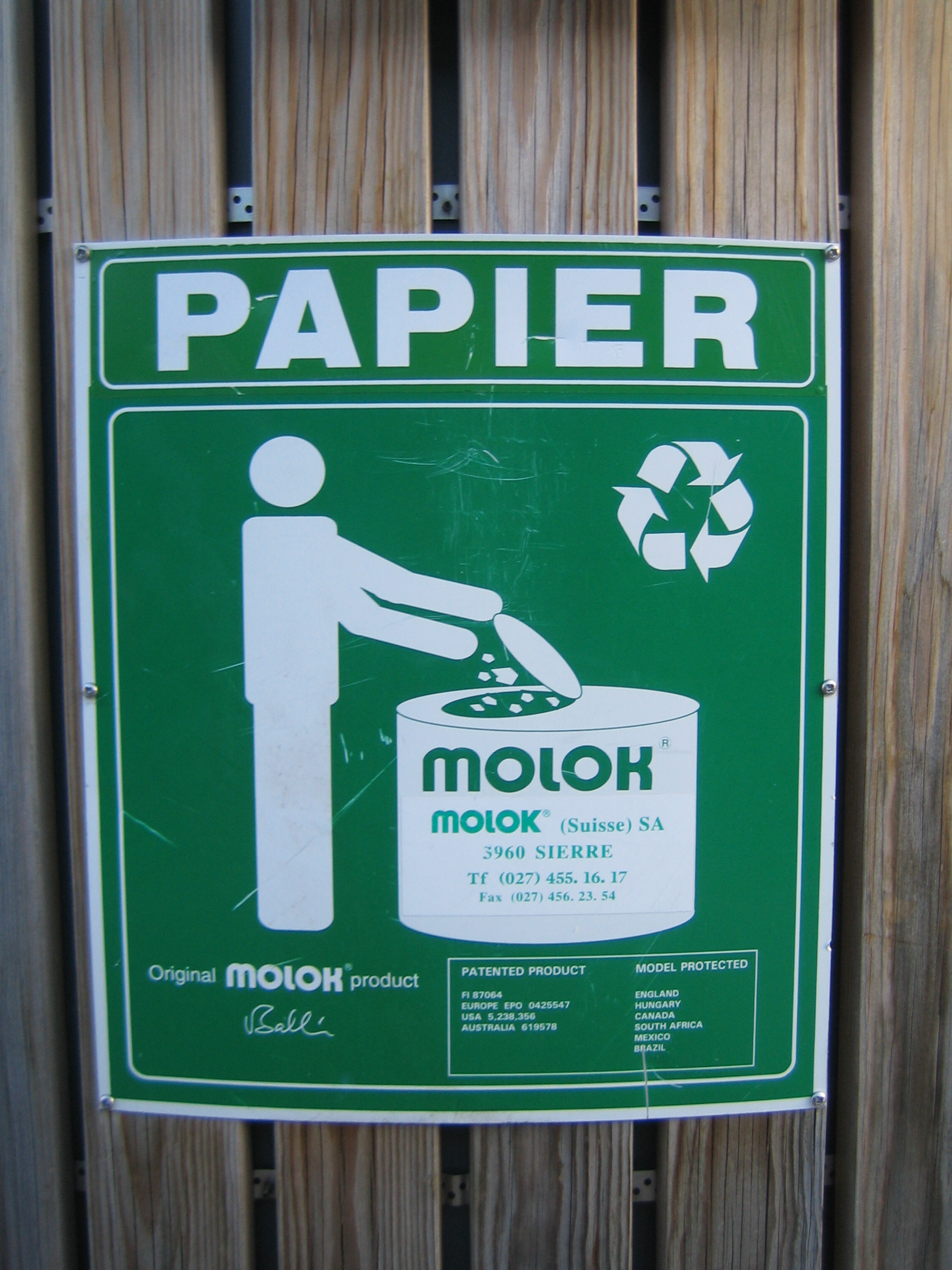
Bord op papierbak dat aanduidt dat dat de afvalbak voor papier- en kartonafval is

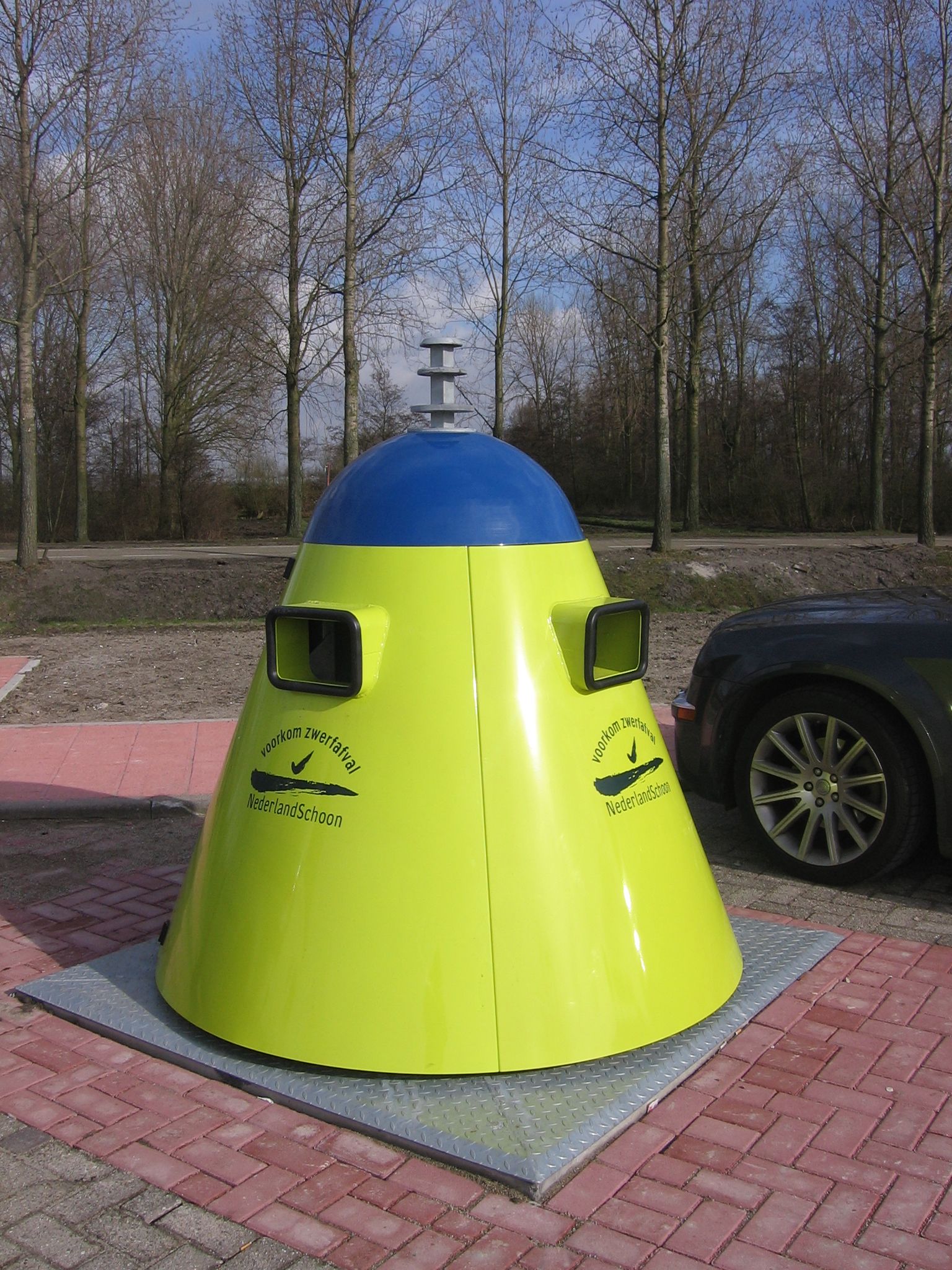
Afvalbak Rijkswaterstaat

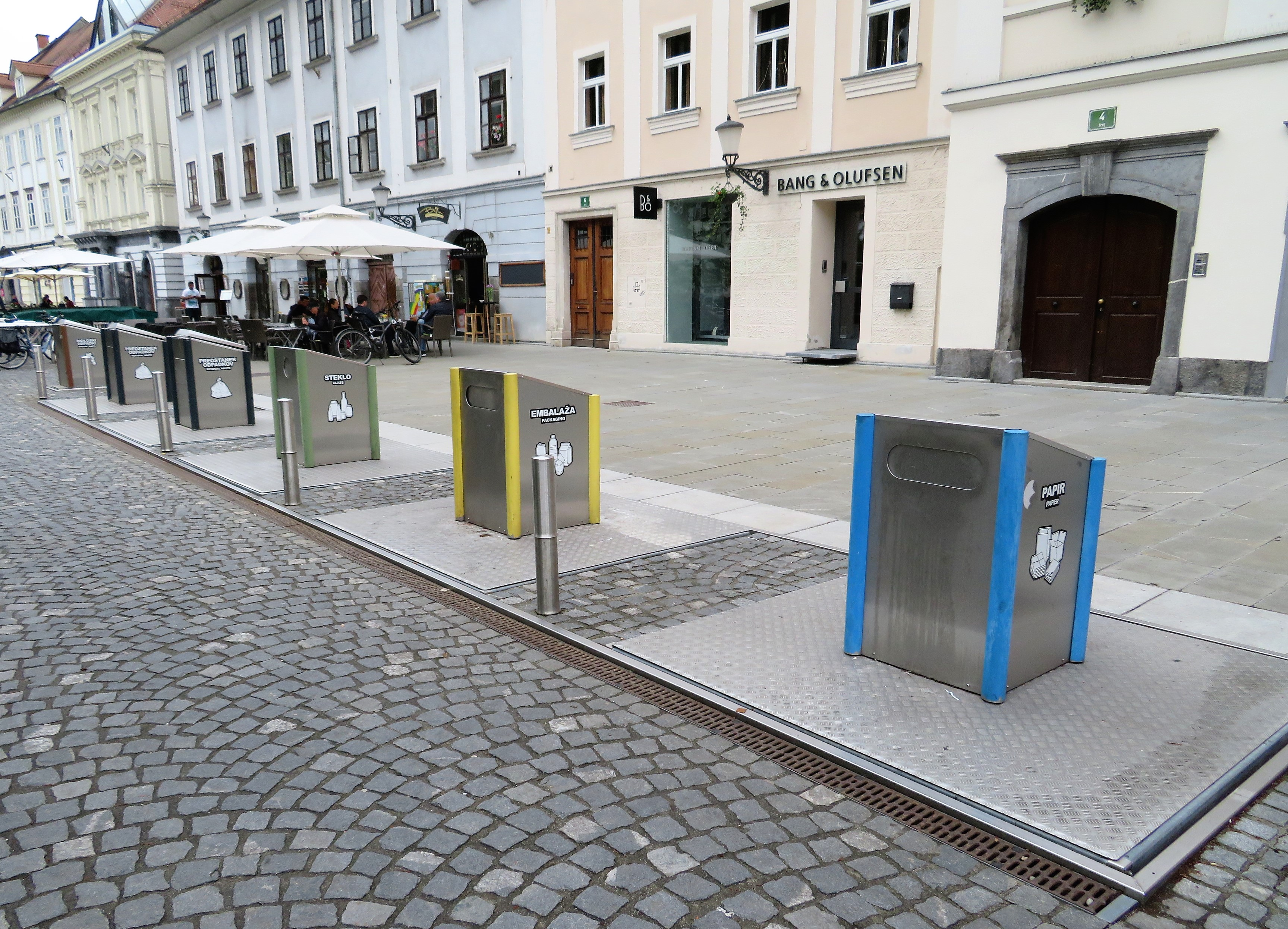
Sorteerstraat in Ljubljana, Slovenië

Een vuilnisbak of vuilcontainer is een bak of een container waarin afval en alles wat men niet meer nodig heeft, wordt verzameld. Onderscheid kan gemaakt worden tussen vuilnisbakken voor huisvuil die aan de straat worden gezet om geleegd te worden, afvalbakken voor bedrijfsafval en puin (soms ook tijdelijk aan de straat geplaatst bij een verbouwing), en publieke afvalbakken voor mensen die onderweg zijn.
Eind 20e eeuw werd op grote schaal begonnen met het scheiden van afval. Afvalstromen zijn:
- Papier- en kartonafval
- Glas
- Metaal
- Kunststof verpakkingen
- Groente-, fruit- en tuinafval (GFT)
- Klein chemisch afval (KCA)
- Restafval

## Geschiedenis
De vuilnisbak werd in de 19e eeuw in Frankrijk ingevoerd. De prefect van de Seine, Eugène Poubelle, stelde voor dat men afval niet meer zomaar op de straten mocht laten liggen en dat men het in een soort van container moest steken. Het voorstel van Poubelle werd ingevoerd. Poubelle besliste ook dat op regelmatige tijdstippen het afval opgehaald moest worden. Men begon toen ook al aan het sorteren van het afval.
- Een vuilnisbak om het huishoudelijk afval weg te gooien.
- Een speciale vuilnisbak voor glas en gebroken aardewerk.
- Een speciale vuilnisbak voor mosselen en oesterschelpen.

Vanaf de introductie werd het voorwerp door de Le Figaro, een Franse krant, bekritiseerd. Al snel noemde de krant het "la poubelle" aangezien de naam van de uitvinder Poubelle is. Het woord "poubelle" werd in 1890 opgenomen in een supplement van de Grand dictionnaire universel du XIXe siècle.

## Gebruik
In de eerste helft van de 20e eeuw werd door huishoudens gebruik van vuilnisemmers gemaakt van verzinkt of gegalvaniseerd plaatstaal. In de vuilnisemmer werd soms nog hete as van de met kolen, hout of turf gestookte kachels gegooid. Deze vuilnisemmers werden door de plaatselijke gemeente -via de Stadsreiniging- verstrekt aan de huishoudens, en behoorden bij het adres van de woning. 
De emmers werden in de jaren zeventig vervangen door de kunststof vuilniszak. Die waren lichter en men kon zo nodig meer dan één zak gebruiken.
Naast het gebruik van kunststof zakken ontwikkelde zich het gebruik van containers op wieltjes die op de verzameldagen aan de weg werden geplaatst om geleegd te worden. Huishoudens hadden soms vuilnisbakken voor verschillende soorten afval. Vaak grijze bakken voor restafval en groene voor groente-, fruit- en tuinafval.
Een gevolg van het per soort legen van de bakken was dat de frequentie van ophalen verschoof van eens per week naar eens per veertien dagen. In de ene week wordt het gft-afval opgehaald, in de andere het restafval. In sommige gemeenten worden de bakken ook gebruikt voor papier- en kartonafval.
Begin 21e eeuw werden in veel gemeenten ondergrondse containers geplaatst waar meerdere huishoudens gebruik van maken. Het periodiek leegmaken van deze containers is minder arbeidsintensief en kostenbesparend.
In diverse gemeenten werd ook gebruikgemaakt van een relatief kleine af te sluiten bak (de zogenaamde chemobox) voor klein chemisch afval (KCA). Deze werd in de regel maar één keer per maand geleegd. Vaak moeten mensen chemisch afval zelf naar een verzamelpunt brengen.
Synoniemen voor vuilnisbak zijn:
- afvalbak
- afvalemmer
- asemmer
- vuilbak (in België)
- vuilcontainer of vuilniscontainer
- vuilnisemmer
- vuilnisvat
- kliko

## Productie
De meeste onderdelen voor de kunststof afvalbakken worden gemaakt door het spuitgietproces en later samengevoegd.

## Publieke afvalbakken voor onderweg
Het plaatsen van afvalbakken is een van de belangrijkste middelen tegen zwerfafval. Afvalbakken zijn er in vele soorten en maten. Ter voorkoming van zwerfafval langs fietspaden en provinciale wegen, zijn daar soms blikvangers geplaatst. Op veel verzorgingsplaatsen langs de Nederlandse snelwegen staat de extra grote afvalboei van Rijkswaterstaat/NederlandSchoon. Ter voorkoming van peukenafval is er een tegel met rooster of een rooster op een zuil, waarin het achtergelaten kan worden. Ook bestaan er zogenoemde zakasbakken. Fastfoodketens gebruiken in toenemende mate speciale persende afvalbakken waar gebruikers van de drive-in hun afval kunnen achterlaten zodat een bak minder vaak geleegd behoeft te worden.
Rijkswaterstaat plaatst in heel Nederland afvalbakken langs de rijkswegen, op de bijbehorende parkeerplaatsen en bij de overgangen naar de Nederlandse stranden. In 2013 is hiervoor een nieuwe afvalbak ontwikkeld.
Treinen hebben vaak bij de zitplaatsen een afvalbak.
Afvalbakken staan vaak in stations, bij tram- en bushaltes, bij bankjes, en aan de straat. De gemeente Arnhem verwijderde vanaf 2011 honderden afvalbakken uit de buitenwijken om op het legen te besparen.

## Sorteerstraat
Een relatief nieuwe ontwikkeling is de sorteerstraat: bovengronds wordt het afval in een of meer inwerpzuilen of afvalkokers gedeponeerd, waarna het afval in een ondergrondse vuilcontainer valt. Meestal zijn de bovengrondse inwerpzuilen gescheiden voor pmd, (gekleurd en blank) glas, papier en restafval. Bewoners kunnen de inwerpzuilen openen met een chipkaart, waarvoor meestal een gemeentelijke retributie wordt betaald.

## Trivia
- Een hond zonder duidelijk ras wordt wel een vuilnisbakkenras of vuilnisbakkie genoemd.
- Kliko is een merknaam, maar dit wordt vaak gebruikt als aanduiding van de afvalcontainer.
- Het televisieprogramma Jiskefet is genoemd naar het Friese woord voor "prullenbak".[5] Letterlijk betekent dit woord echter "asbak" of "asvat". Jiske is Fries voor as.